# Lyngby Cycle Club
Lyngby Cycle Club er en dansk cykelklub med base i Kongens Lyngby, og klubhus på Carlshøj. Klubben blev grundlagt den 27. maj 1919, og er en af landets ældste cykelklubber. 
Den har igennem årene opfostret flere kendte cykelryttere.